# Riemannscher Umordnungssatz
Der riemannsche Umordnungssatz (nach Bernhard Riemann) ist ein mathematischer Satz über bedingt konvergente Reihen reeller Zahlen.

## Formulierung
Ist {\displaystyle \textstyle \sum _{n=0}^{\infty }a_{n}} eine bedingt konvergente Reihe reeller Zahlen, dann existiert zu jeder beliebig vorgegebenen reellen Zahl {\displaystyle S} eine Umordnung {\displaystyle \sigma \,} der Reihenglieder {\displaystyle a_{n}}, so dass die umgeordnete Reihe {\displaystyle \textstyle \sum _{n=0}^{\infty }a_{\sigma (n)}} gegen {\displaystyle S} konvergiert. Zu {\displaystyle S\in \{-\infty ,+\infty \}} gibt es eine Umordnung {\displaystyle \sigma }, so dass die umgeordnete Reihe {\displaystyle \textstyle \sum _{n=0}^{\infty }a_{\sigma (n)}} gegen {\displaystyle S} bestimmt divergiert.
Unter der Umordnung {\displaystyle \sigma } versteht man eine bijektive Abbildung {\displaystyle \sigma \colon \mathbb {N} \to \mathbb {N} } der Menge der natürlichen Zahlen auf sich selbst (eine Permutation).

## Begründung
Man teilt die Folge {\displaystyle (a_{n})_{n\in \mathbb {N} }} in zwei Teilfolgen {\displaystyle (p_{n})_{n\in \mathbb {N} }} und {\displaystyle (q_{n})_{n\in \mathbb {N} }} auf, die nur die nicht-negativen bzw. die negativen Folgenglieder von {\displaystyle (a_{n})_{n\in \mathbb {N} }} enthalten. Zum Beispiel:
{\displaystyle {\begin{array}{|c||c|c|c|c|c|c|c|c|c|c|c|c|c|c|c|c|c|c|}\hline (a_{n})_{n}&a_{0}&a_{1}&a_{2}&a_{3}&a_{4}&a_{5}&a_{6}&a_{7}&a_{8}&a_{9}&a_{10}&a_{11}&a_{12}&a_{13}&a_{14}&a_{15}&a_{16}&\cdots \\\hline \operatorname {sgn}(a_{n})&-&+&+&+&0&-&-&-&+&0&+&-&+&-&+&+&-&\cdots \\\hline (p_{n})_{n}&&p_{0}&p_{1}&p_{2}&p_{3}&&&&p_{4}&p_{5}&p_{6}&&p_{7}&&p_{8}&p_{9}&&\cdots \\\hline (q_{n})_{n}&q_{0}&&&&&q_{1}&q_{2}&q_{3}&&&&q_{4}&&q_{5}&&&q_{6}&\cdots \\\hline \end{array}}}
Die Reihen {\displaystyle \textstyle \sum _{n=0}^{\infty }p_{n}} und {\displaystyle \textstyle \sum _{n=0}^{\infty }q_{n}} sind beide bestimmt divergent. Wäre nämlich eine der beiden Reihen konvergent, dann wäre auch die andere konvergent, da sie sich als Differenz der Ursprungsreihe {\displaystyle \textstyle \sum _{n=0}^{\infty }a_{n}} und der ersten Reihe (mit eingefügten Nullen) schreiben ließe. Damit wäre aber auch {\displaystyle \textstyle \sum _{n=0}^{\infty }a_{n}} absolut konvergent, im Widerspruch zur Voraussetzung.
Insbesondere folgt daraus, dass es unendlich viele Glieder mit positivem Vorzeichen und unendlich viele Glieder mit negativem Vorzeichen gibt.

### Konstruktion der Umordnung
Eine Reihe, die gegen die reelle Zahl {\displaystyle S} konvergiert, kann folgendermaßen konstruiert werden: Man summiert so lange nicht-negative Folgeglieder {\displaystyle p_{0}+p_{1}+\dotsb +p_{k_{1}}} auf, bis man zum ersten Mal das Ziel {\displaystyle S} überschreitet (im Fall {\displaystyle S<0} ist dies die leere Summe).
Anschließend summiert man dann so lange negative Folgenglieder {\displaystyle q_{0}+q_{1}+\dotsb +q_{l_{1}}}, bis die Partialsumme den Wert {\displaystyle S} unterschreitet.
Danach fährt man abwechselnd mit nicht-negativen und negativen Folgengliedern fort. Aus dieser Überlegung entsteht eine Umordnung der ursprünglichen Reihe.
Da {\displaystyle (a_{n})_{n\in \mathbb {N} }} eine Nullfolge ist, gibt es für jeden noch so kleinen {\displaystyle \varepsilon }-Streifen um {\displaystyle S} einen Index, ab dem sämtliche Partialsummen darin liegen. Die so umgeordnete Reihe konvergiert also gegen {\displaystyle S}.
Ist {\displaystyle S=+\infty }, so wählt man die {\displaystyle n}-te Partialsumme nicht-negativer Folgenglieder in obiger Konstruktion so, dass die Zahl {\displaystyle n} überschritten wird. Danach wählt man das indexkleinste noch nicht verwendete negative Folgenglied. Die so entstehende Umordnung divergiert gegen {\displaystyle +\infty }. Der Fall {\displaystyle S=-\infty } kann entsprechend behandelt werden.

## Beispiel
Am Beispiel der alternierenden harmonischen Reihe soll die Auswirkung einer Umordnung gezeigt werden. Diese Reihe ist konvergent, aber nicht absolut konvergent: 
Die Reihe
{\displaystyle \sum _{n=1}^{\infty }{\frac {(-1)^{n+1}}{n}}}
konvergiert, während die harmonische Reihe
{\displaystyle \sum _{n=1}^{\infty }\left|{\frac {(-1)^{n+1}}{n}}\right|=\sum _{n=1}^{\infty }{\frac {1}{n}}}
divergiert. Obwohl die alternierende harmonische Reihe in normaler Darstellung gegen ln(2) konvergiert, kann sie nach dem Riemannschen Umordnungssatz so umgeordnet werden, dass sie zu einer beliebigen anderen Zahl konvergiert, oder sogar divergiert. Im Beispiel wird sie nur durch Umordnung den Grenzwert ln(2)/2 erreichen.
Die übliche Schreibweise dieser Reihe ist:
{\displaystyle 1-{\frac {1}{2}}+{\frac {1}{3}}-{\frac {1}{4}}+\cdots =\ln 2}
Wenn man die Summanden umsortiert, erhält man:
{\displaystyle 1-{\frac {1}{2}}-{\frac {1}{4}}+{\frac {1}{3}}-{\frac {1}{6}}-{\frac {1}{8}}+{\frac {1}{5}}-{\frac {1}{10}}-{\frac {1}{12}}+\cdots }
Allgemein ist diese Summe aus Dreierblöcken aufgebaut:
{\displaystyle {\frac {1}{2k-1}}-{\frac {1}{2(2k-1)}}-{\frac {1}{4k}},\quad k=1,2,\dots .}
Ein solcher Block lässt sich umformen zu:
{\displaystyle {\frac {1}{2k-1}}-{\frac {1}{2(2k-1)}}-{\frac {1}{4k}}={\frac {2-1}{2(2k-1)}}-{\frac {1}{2\cdot 2k}}={\frac {1}{2}}\left({\frac {1}{2k-1}}-{\frac {1}{2k}}\right)}
Die gesamte Summe ist damit genau die Hälfte der alternierenden harmonischen Reihe:
{\displaystyle {\frac {1}{2}}\left({\frac {1}{1}}-{\frac {1}{2}}+{\frac {1}{3}}-{\frac {1}{4}}+\cdots \right)={\frac {1}{2}}\ln(2)}

## Steinitzscher Umordnungssatz
Der steinitzsche Umordnungssatz ist eine Verallgemeinerung des riemannschen Umordnungssatzes. Ist {\displaystyle \textstyle \sum _{k=0}^{\infty }a_{k}} eine konvergente Reihe mit {\displaystyle a_{k}\in \mathbb {R} ^{n}}, dann ist die Menge der Grenzwerte aller konvergent umgeordneten Reihen
{\displaystyle U=\left\{\sum _{k=0}^{\infty }a_{\sigma (k)}\ {\text{konvergent}}{\Bigg |}\sigma \ {\text{Umordnung}}\right\}}
ein affiner Unterraum des {\displaystyle \mathbb {R} ^{n}}. Ist insbesondere {\displaystyle a_{k}\in \mathbb {C} \cong \mathbb {R} ^{2}}, dann ist {\displaystyle U} in der komplexen Ebene entweder ein Punkt, eine Gerade oder ganz {\displaystyle \mathbb {C} }. Die Reihe {\displaystyle \textstyle \sum _{k=0}^{\infty }a_{k}} ist genau dann absolut konvergent, wenn {\displaystyle U} nur einen einzigen Punkt enthält.